# Atysilla dartevellei
Atysilla dartevellei är en skalbaggsart som beskrevs av Louis Burgeon 1946. Atysilla dartevellei ingår i släktet Atysilla och familjen Melolonthidae. Inga underarter finns listade.